# Bonny (Nigeria)

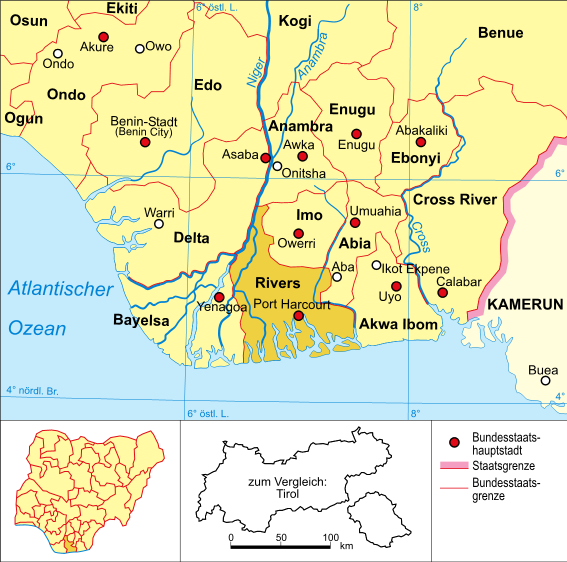
Der Bundesstaat Rivers mit den Inseln des Nigerdeltas

Bonny (ehemals Ibani oder Ubani) ist ein Ort mit berechneten 15.537 Einwohnern (Stand 2012), nach anderen Angaben 13.000 Einwohnern im Rivers State im südöstlichen Nigeria. Die Stadt befindet sich auf der Insel Bonny Island im Delta des Niger am Bonny River, etwa 10 Kilometer vom offenen Ozean (hier die Bucht von Biafra) entfernt.

## Geschichte
Ursprünglich war Bonny ein wichtiger Handelsposten der Ijaw und vom 15. bis 19. Jahrhundert Hauptstadt des Königreichs Bonny. Bonny war ein Zentrum des westafrikanischen Sklavenhandels. Als die Abschaffung des Sklavenhandels in Bonny von den Briten erzwungen wurde, stellte der Ort seine Exportprodukte um. In den 1850er Jahren war es bereits ein wichtiger Hafen für die Ausfuhr von Palmöl und Edelhölzern. Ab 1916 wurde seine Bedeutung als Exporthafen durch den neu gegründeten Hafen des 56 Kilometer stromaufwärts gelegenen Port Harcourt verringert.
Die Insel Bonny Island ist ein bedeutender Verschiffungsort für nigerianisches Öl. Die Region gab auch der Ölsorte Bonny Light Oil den Namen. Große Teile des im Umland geförderten Öls werden über Pipeline nach Bonny geschafft und von dort exportiert.